# Вишницер-Бернштейн, Рахель
Рахиль Владимировна Вишницер-Бернштейн (Рахель (Рэйчел) Вишницер, англ. Rachel Wischnitzer, 14 апреля 1885, Минск — 20 ноября 1989, Нью-Йорк) — еврейский искусствовед, русская подданная по происхождению, позднее — гражданка США. Автор книг об истории еврейской культуры, истории и архитектуре синагог Европы и США.

## Биография
Рахиль Бернштейн родилась в 1885 году в Минске, в семье страхового агента Владимира Григорьевича (Вульфа-Берки Гутмановича) Бернштейна и Софьи Григорьевны Гальперн. Окончила среднюю школу в Варшаве (1902). Изучала искусство в Университете Гейдельберга (1902–03) и Мюнхенском университете (1910–1911). С 1903 по 1905 год также училась в Брюссельской Королевской Академии, затем была переведена в Школу архитектуры в Париже, где получила диплом в 1907 году.
В 1912 году, в Санкт-Петербурге она выходит замуж за историка, социолога и общественного деятеля Марка Львовича Вишницера. В 1924 году у них рождается сын, Леонард. В 1920 году они переезжают в Лондон, где она работает с древнееврейскими манускриптами в Британском музее Лондона и Бодлеанской библиотеке в Оксфорде.
В 1921 году Рахель уезжает в Берлин и становится художественным редактором издававшихся в Берлине в 1922–1924 годах журналов «Мильгройм» (на идише) и «Римон» (на иврите). Находясь в Берлине, она также работает художественным редактором Энциклопедии Иудаики (Берлин) с 1928 по 1934 год, работает в Еврейском музее с 1928 года, в том числе директором музея с 1934 по 1938 год. Одним из её главных достижений за этот период является опубликование её первой книги Symbole Und Gestalten дер jüdischen Kunst (Символы и формы еврейского искусства) (1935).
Семья Вишницеров уезжает из нацистской Германии весной 1938 года и временно живёт в Париже, где учится у графа Робера де Месни де Бюссона, что в значительной степени повлияло на её дальнейшее творчество.
После переезда в Нью-Йорк в 1940 году, она возобновила свою научную работу при Институте Нью-Йоркского университета изящных искусств и окончила её со степенью в 1944 году. В то же время она занималась научной деятельностью в Американской академии еврейских исследований. Тезисы её работы были опубликованы в 1948 году под названием Messianic Theme in the Paintings of the Dura Synagogue/Тема мессианства в росписи синагоги Дьюра.
Её исследование синагог было также опубликовано в 1955 году, в книге Синагогальная архитектура США. В следующем году, в возрасте 71 года она основала отдел изящных искусств в Стерн-Колледже для девочек в Нью-Йорке и преподавала там до выхода на пенсию в 1968 году. Архитектура европейской синагоги, заключительная книга её исследовательской работы была опубликована в 1964 году.
Йешива-университет присвоел ей почётную степень доктора в 1968 году, а журнал Еврейское искусство/Journal of Jewish Art посвятил её творчеству отдельный номер в 1979 году. Этот специальный выпуск включил автобиографию и библиографию трудов учёного по искусству, всего 344 работы. Последней публикацией была статья о «Гернике» Пабло Пикассо, вышедшая к столетию учёного. Жила на улице Оверлук-Террас в Нью-Йорке. Она скончалась в возрасте 104 лет в Нью-Йорке. У неё остался сын, инженер Леонард Джеймс Винчестер.

## Произведения
- Образцы и символы еврейского искусства (1935)
- Синагогальная архитектура США (1955)
- Архитектура европейской синагоги (1964)
- Евреи в русской живописи и культуре (2002)
- Рисунки Храма, выполненные Маймонидом (2002)
- Книга о русском еврействе: от 1860-х до революции 1917 г. (2002)[4]
- Еврейское искусство в европейском контексте (2002)[5]